# つるの剛士&Seacandles
つるの剛士&Seacandles（つるのたけし アンド シーキャンドルズ）は、2012年に結成された日本のバンド。

## 概要・来歴
- 2012年4月に神奈川県藤沢市に在住、「ふじさわ観光親善大使」の「つるの剛士」を中心に結成され、活動開始。
- 2013年4月29日に開催された「江の島サムエル・コッキング苑＆シーキャンドル10周年」イベント会場にてミニアルバム「Seasons〜E.NO.SHI.MA〜」を自主制作で販売。その後、同年4月30日、江の島を中心とした一部の店舗で発売。
- 2013年8月17日、「2013夏フェス!つるの剛士とシーキャンドルズ・スペシャルLIVE」にて、シングル「湘南じゃじゃんか音頭/愛しのあの娘」を販売。

## メンバー
- つるの剛士

ボーカル・ギターを担当。
俳優。ソロでも音楽活動をしている。
- 今野潤一

ギターを担当。
元「イエロー太陽s」。つるのとは過去に「太陽の衝動」というバンドを組んでいる。
- 井出泰彰

キーボードを担当。
- 樋渡尚崇

ベースを担当。
- 竹村忠臣

ドラムを担当。

## ディスコグラフィー

### シングル
|     | 発売日        | タイトル                          | 規格品番 | 収録曲                                  | 順位 |
| 1st | 2013年8月17日 | 湘南じゃじゃんか音頭/愛しのあの娘 |          | 1. 湘南じゃじゃんか音頭 2. 愛しのあの娘 | -    |

### ミニアルバム
|     | 発売日        | タイトル               | 規格品番  | 収録曲 | 備考 | 順位 |
| 1st | 2013年4月29日 | Seasons〜E.NO.SHI.MA〜 | TTSC-0001 | 1. Intro ～春 in 湘南～ 2. SeaCandle Memory 3. ふたりの夏がくる 4. Autumn Blue.. 5. 江の島Winter Starlight                                                                                                | -    | -    |
| 2nd | 2016年2月3日  | SPECIAL PLAYBUTTON     |           | 1. Intro ～春 in 湘南～ 2. SeaCandle Memory 3. Vacances 4. ふたりの夏がくる 5. いっそイージー 6. 湘南じゃじゃんか音頭 7. 愛しのあの娘 8. Autumn Blue.. 9. 夜は更ける恋は燃える 10. 江の島Winter Starlight | -    | -    |

### その他
| 発売日         | タイトル         | 収録曲                          | 順位 |
| -------------- | ---------------- | ------------------------------- | ---- |
| 2018年7月11日  | エンドレスサマー | 1. エンドレスサマー             | -    |
| 2018年7月11日  | カレーライス     | 1. カレーライス 2. ばいばいばい | -    |
| 2019年8月19日  | 花火             | 1. 花火                         | -    |
| 2022年12月9日  | 風とバイク       | 1. 風とバイク                   | -    |
| 2022年12月16日 | ひと夏りめんばー | 1. ひと夏りめんばー             | -    |

## 参加イベント
- 2013年4月28日「茅ヶ崎湘南祭2013」
- 2013年4月29日「江の島サムエルコッキング苑」
- 2013年7月26日「音霊」
- 2013年8月17日「2013夏フェス!つるの剛士とシーキャンドルズ・スペシャルLIVE」（テラスモール湘南）
- 2013年8月24日「立山山麓音楽祭2013」
- 2013年9月29日「第40回 藤沢市民祭り」
- 2013年11月30日「江の島シーキャンドルライトアップ 点灯式&スペシャルライブ」（江の島サムエル・コッキング苑内・江の島シーキャンドルイベントステージ）
- 2014年2月25日「カーボン・オフセット メッセージライブ2014」（中野サンプラザホール）
- 2014年3月15日「つるの剛士とシーキャンドルズ ミニライブ in ひらパー」（ひらかたパーク）